# Василишин, Андрей Владимирович
Андре́й Влади́мирович Васили́шин (укр. Андрій Володимирович Василишин; 24 апреля 1933, село Веснянка ныне Староконстантиновского района Хмельницкой области — 12 октября 2023, Киев) — Министр внутренних дел Украины (1990—1994), генерал внутренней службы (1993).

## Биография
Демобилизовался из Советской армии в 1957 году.
Окончил в 1966 году юридический факультет Киевского университета.
С 1959 года работал в органах внутренних дел; оперуполномоченный, следователь городского управления милиции Киева, следователь, старший следователь, старший следователь по особо важным делам Министерства охраны общественного порядка УССР, заместитель начальника следственного отдела УВД Киевского облисполкома; начальник отдела дознания МВД УССР.
В 1974—1982 годах начальник Черновицкого УВД.
С 1982 года — начальник УВД Киевского облисполкома.
В 1985 году назначен заместителем Министра внутренних дел УССР и начальником УВД Киевского горисполкома.
С июля 1990 по июль 1994 года министр внутренних дел Украины, был снят новоизбранным в том же месяце президентом Украины Л. Д. Кучмой. Был первым министром внутренних дел Украины, назначенным в ходе поиска политического компромисса между коммунистами и демократами (РУХ, УРП, «Демократическая платформа в КПСС»).
До отставки (апрель 1995 года) был советником Министерства внутренних дел Украины. С 2 октября 2001 года — советник министра внутренних дел Украины.
Возглавлял украинскую секцию Международной полицейской ассоциации.
Скончался 12 октября 2023 года после тяжёлой и продолжительной болезни. Отпевание прошло во Владимирском кафедральном соборе, чин отпевания совершил Патриарх Киевский и Всея Украины Филарет. Похоронен на Байковом кладбище.

## Награды и звания
- Орден «За заслуги» III ст. (27 июня 2013 года)[9]
- Награждён двумя орденами Красной Звезды
- Заслуженный юрист Украины
- Заслуженный работник МВД